# René Levy
Pour l’article ayant un titre homophone, voir René Lévy.
Pour les articles homonymes, voir Lévy.
René Levy, né le 26 janvier 1944 à Zurich, est professeur de sociologie de l’Université de Lausanne, à la Faculté des Sciences Sociales et Politiques. Il a  centré son activité scientifique sur l’analyse des parcours de vie, des rapports sociaux de sexe, des inégalités et de la stratification sociale.

## Biographie
René Levy  a étudié la sociologie à l’Université de Zurich où il  défend en 1975 sa thèse de doctorat intitulée «Der Lebenslauf als Statusbiographie» sous la supervision de Peter Heintz. Professeur invité de sociologie à l'Université d'Ottawa en 1976-1977, il est nommé à l’Université de Lausanne en 1980 comme professeur extraordinaire et rejoint l’Institut d’Anthropologie et de Sociologie à sa création en 1982. En 1996, il y devient professeur associé, puis, en 2001, professeur ordinaire. Il crée en 2001 l’Institut d’étude interdisciplinaire des trajectoires biographiques (ITB) à la Faculté des sciences sociales et politiques, institut dont il assume la direction jusqu’à sa retraite en 2006,.
À l’Université de Lausanne, René Levy a été Délégué du Rectorat à la formation continue entre 1992-1996, période de mise en place du Service de formation continue à l'Université. Il a occupé la fonction de doyen de la Faculté des Sciences Sociales et Politiques entre 2001 et 2003. Entre 2001 et 2006, il est chef de projet pour la création du Centre lémanique d'étude des parcours et modes de vie (PAVIE) dans le cadre du pôle IRIS du projet Science-Vie-Société.
Largement impliqué dans la Société suisse de sociologie (de) (SSS), comme membre du comité (1983-1988), comme vice-président (1988-1989), puis comme président (1989-1994), il est nommé membre d’honneur de la SSS par l’Assemblée générale en 2001. Entre 1991 et 1994, René Levy est membre du comité de l’Académie suisse des sciences humaines et sociales (ASSH) et membre du Conseil national de la recherche, à la section "Pôles de recherche nationaux" de la Division IV du Fonds national  suisse (FNS) de 2000 à 2008. Entre 2009 et 2014, il est membre du comité de direction du Programme national de recherche 60 "Égalité entre hommes et femmes". Président du conseil d'administration et cofondateur des éditions Seismo entre 1988 et 2001, il donne par leur intermédiaire un instrument de premier plan aux sciences sociales pour la diffusion de leurs résultats de recherche en Suisse.

## Travaux

### Stratification sociale
En 1997, il publie, en collaboration avec Dominique Joye, Olivier Guye et Vincent Kaufmann, le livre « Tous Égaux ? De la stratification aux représentations », ouvrage de référence sur les classes sociales et les inégalités en Suisse. Pour la première fois en Suisse, une enquête sociologique étudie les dimensions centrales de la stratification sociale sur la base de données représentatives. Celle-ci décrit la distribution des positions sociales objectives, les mécanismes de reproduction et de mobilité sociales, ainsi que les représentations subjectives, par exemple en termes de sentiment de justice, sans oublier la différenciation genrée. L’équipe de René Levy applique pour la première fois au cas helvétique les théories et méthodes couramment utilisées au niveau international, rendant ainsi possible des analyses comparatives dans le domaine de la stratification sociale. Avec des mises à jour progressives, il rend les résultats de ses recherches accessibles au grand public à travers la publication à partir de 1982 du livre « La structure sociale de la Suisse ».

### Inégalités de genre et statut maître sexué
L’intérêt de René Levy pour les inégalités de genre se manifeste dès ses premiers travaux publiés dans un ouvrage cosigné avec Thomas Held (de) en 1974, dans le souci de montrer que l’acquisition en 1971 du droit de vote des femmes en Suisse n'était pas suffisant pour atteindre l'égalité entre les hommes et les femmes,. À partir d’une enquête par questionnaire auprès des couples et des femmes célibataires, cet ouvrage propose une analyse des discriminations à l’encontre des femmes ainsi que de la répartition des tâches au sein et à l’extérieur de la famille, en tenant compte de leur contexte de vie, de leur position sociale et de leur situation dans le parcours de vie. Les auteurs font ainsi le constat majeur que les discriminations envers les femmes se jouent autant au sein de la famille que par leurs situations extra-familiales (éducation, marché du travail…). Cette analyse institutionnelle des inégalités de genre sera reformulée dans la perspective des parcours de vie dans deux articles publiés avec Helga Krüger (de) (2000, 2001) au travers de la notion de statut maître sexué.

### Parcours de vie
René Levy est un des initiateurs européens de la perspective des parcours de vie, dont il fait son objet d’études dès sa thèse de doctorat publiée en 1977. Dans ses nombreux travaux portant sur les parcours de vie, il privilégie des approches quantitatives, visant à mettre en lumière les mécanismes structurels façonnant les choix et options de vie des individus. Il centre ses travaux sur deux domaines de vie : la famille et l’activité professionnelle. Il montre que les carrières professionnelles des femmes sont pour l’essentiel influencées par les transitions familiales (mise en couple et parentalité) alors que dans le cas des hommes ces transitions ont beaucoup moins d’effets. Cette organisation genrée des trajectoires de vie répond à des logiques institutionnelles qu'il analyse en utilisant la notion de statut maître sexué, alors que les valeurs ou les préférences initiales de l’individu ne jouent dans sa perspective qu’un rôle secondaire tout en faisant partie de la configuration patriarcale sociétale. Pour René Levy, l’emplacement social d'un individu est défini par son profil de participation sociale, qui est composé par les différents statuts qu’il occupe dans chaque domaine de vie. La variation dans le temps de ces profils correspond au parcours de vie, pensé comme un mouvement à travers l'espace social, soit, plus techniquement, en tant que séquence temporelle de profils de statuts.

### Infrastructures de recherche
Tout au long de sa carrière, René Levy contribue au développement institutionnel de la sociologie en Suisse en accordant à la sociologie et aux sciences sociales la place et les instruments nécessaires à leur développement. Dès les années 1980 il participe à la création des infrastructures nationales comme les éditions Seismo et les archives SIDOS. Dans les années 1990, en tant que président de la Société suisse de sociologie et membre du Conseil national de la recherche du fonds national de la recherche scientifique, il œuvre également pour la consolidation de la discipline. Grâce à une collaboration fructueuse avec l'ASSH et de concert avec trois autres disciplines (sciences politiques, sciences de l'éducation, psychologie), il soutient les sciences sociales dans divers instruments de financement du FNS, dont le Programme prioritaire de recherche (PPR) "Demain la Suisse" et les Pôles nationaux de recherche. Il joue également un rôle important dans la mise en place de l'enquête longitudinale Panel Suisse de Ménages (PSM), résultant du PPR nommé, qui a aussi ancré la participation de la Suisse à des programmes internationaux tels que l'International Social Survey Programme (ISSP) et l'European Social Survey (ESS). Il a finalement contribué à l’établissement du Centre de compétences suisse en sciences sociales (FORS) à Lausanne, héritier du SIDOS.

## Œuvres choisies

### Livres
- Held, Thomas & Levy, René (1975). Femme, famille et société. Enquête sociologique sur la situtation en Suisse. Vevey: Delta.
- Levy, René (1977). Der Lebenslauf als Statusbiographie. Die weibliche Normalbiographie in makrosoziologischer Perspektive. Stuttgart: Enke.
- Levy, René, Joye, Dominique, Guye, Olivier & Kaufmann, Vincent (1997). Tous égaux? De la stratification aux représentations. Zurich/ Genève: Editions Seismo.
- Widmer, Eric, Kellerhals, Jean, Levy, René, Ernst Stähli, Michèle & Hammer, Raphaël, (2003). Couples contemporains - Cohésion, régulation et conflits. Une enquête sociologique. Zurich/Genève: Editions Seismo.
- Levy, René & Widmer, Eric (dir.) (2013). Gendered Life Courses between Individualisation and Standardisation. A European Approach Applied to Switzerland. Wien: Lit Verlag.
- Le Goff, Jean-Marie & Levy, René (dir.) (2016). Devenir parents, devenir inégaux. Transition à la parentalité et inégalités de genre. Zurich/ Genève: Éditions Seismo, coll. « Questions de genre ».

### Articles
- Krüger, Helga & Levy, René (2000). Masterstatus, Familie und Geschlecht: Vergessene Verknüpfungslogiken zwischen Institutionen des Lebenslaufs. Berliner Journal für Soziologie, 10, 379-401.
- Krüger, Helga & Levy, René (2001). Linking life courses, work, and the family: Theorizing a not so visible nexus between women and men. Canadian Journal of Sociology/Cahiers canadiens de sociologie, 26(2), 145-166.
- Levy, René (2002), Meso-social Structures and Stratification Analysis - a Missing Link? Revue suisse de sociologie, 28(2), 193-215.
- Levy, René, Gauthier, Jacques-Antoine, & Widmer, Eric (2006). Entre contraintes institutionnelle et domestique: les parcours de vie masculins et féminins en Suisse. Canadian Journal of Sociology/Cahiers canadiens de sociologie, 31(4), 461-489.
- Ernst Stähli, Michèle, Le Goff, Jean-Marie, Levy, René, & Widmer, Eric (2009). Wishes or constraints? Mothers’ labour force participation and its motivation in Switzerland. European Sociological Review, 25(3), 333-348.
- Levy, René, & Bühlmann, Felix. (2016). Towards a socio-structural framework for life course analysis. Advances in Life Course Research, 30, 30-42.

### Sur René Levy
Joye, Dominique, Pirinoli, Christine, Spini, Dario & Widmer, Eric (dir.) (2011). « Parcours de vie et insertions sociales. Mélanges offerts à René Levy », Zurich/ Genève: Éditions Seismo.  (ISBN 978-2-88351-053-1), 268pp.
Spini, Dario & Widmer, Eric (2023). Behind the scenes: The NCCR LIVES and the Swiss LIVES Centre. in: Spini, Dario & Widmer, Eric (eds.), Withstanding Vulnerability throughout Adult Life. Dynamics of Stressors, Resources, and Reserves. Palgrave Macmillan / Springer Nature, Singapore. p 447-51. https://link.springer.com/book/10.1007/978-981-19-4567-0?page=2#toc
Dépôt [archive dans les ressources des Archives Sociales Suisses